# Swartberge
De Swartberge (Afrikaans voor Zwarte Bergen) zijn een bergrug in de Zuid-Afrikaanse provincie West-Kaap. De bergrug loopt van oost naar west aan de noordzijde van de Kleine Karoo en scheidt deze streek van de noordelijker gelegen Grote Karoo. De hoogste berg is de Swartberg met een piek van 2512 meter.
De Swartberge zijn verdeeld in twee gedeelten: de Klein Swartberge en de Groot Swartberge. Ironisch genoeg is de top van de Klein Swartberge, het meer westelijk gelegen gedeelte, hoger dan die van de Groot Swartberge.
De Swartberge waren lang een hindernis van belang voor de veeboeren van de Grote Karoo, die hen afsneed van de Kleine Karoo en de kust. Pas met de aanleg van de Meiringspoort is daar verandering in gekomen. Later kwam daar de Swartbergpas bij.